# 赵曾学韫
趙曾學韞，BBS，JP（1945年1月5日—）是一位香港女性企业家及慈善家。趙曾學韞熱衷從事公益慈善活動，被媒體譽為香港「慈善女皇」。

## 生平
祖籍中山古鎮，1945年出生於廣州，早年移居香港，曾經於麗的電視新聞部做過三年打字員。丈夫是恒興業集團有限公司主席趙善簪，趙曾學韞教授現任香港多間著名公司之主席及董事長，包括香港恒興業集團有限公司(Henyep Group)、中外合資恒興業實業有限公司（成都）和及威有限公司等。趙教授並積極投入教育事業，現任仁濟醫院趙曾學韞小學校董會主席(謂)、栢基國際幼稚園聯合創辦人、樂基幼兒學校及樂沛兒幼稚園/幼兒園校監。